# Ilona Szőllősi
Ilona Szőllősi, též Helena Szőllősová (* 30. prosince 1951), byla slovenská a československá politička maďarské národnosti, po sametové revoluci poslankyně Sněmovny národů za Maďarskou nezávislou iniciativu.

## Biografie
Ve volbách roku 1990 zasedla do slovenské části Sněmovny národů (volební obvod Východoslovenský kraj) za Maďarskou nezávislou iniciativu, která kandidovala v koalici s hnutím Verejnosť proti násiliu. Zasedala v poslaneckém klubu VPN. Po rozkladu VPN přestoupila do poslaneckého klubu jedné z nástupnických formací ODÚ-VPN. Ve Federálním shromáždění setrvala do voleb roku 1992.